# Светий Вид (Вузениця)
Светий Вид (словен. Sveti Vid) — поселення в общині Вузениця, Регіон Корошка, Словенія. Висота над рівнем моря: 372,7 м.